# Katsuyuki Kawachi
Katsuyuki Kawachi (Prefettura di Hiroshima, 27 aprile 1955) è un ex calciatore giapponese, di ruolo centrocampista.

## Statistiche

### Presenze e reti nei club
| Stagione | Squadra      | Campionato | Campionato | Campionato |
| Stagione | Squadra      | Comp       | Pres       | Reti       |
| -------- | ------------ | ---------- | ---------- | ---------- |
| 1978     | Toyo Kogyo   | JSL1       | ?          | ?          |
| 1979     | Toyo Kogyo   | JSL1       | ?          | ?          |
| 1980     | Toyo Kogyo   | JSL1       | ?          | ?          |
| 1981     | Mazda        | JSL1       | ?          | ?          |
| 1982     | Mazda        | JSL1       | ?          | ?          |
| 1983     | Mazda        | JSL1       | ?          | ?          |
| 1984     | Mazda        | JSL2       | ?          | ?          |
| 1985-86  | Mazda        | JSL2       | ?          | ?          |
| 1986-87  | Mazda        | JSL1       | ?          | ?          |
|          | Totale Mazda |            | 92+        | 11+        |